# Liste der Einträge im National Register of Historic Places im Sangamon County

Lage des Sangamon County in Illinois

Die Liste der Einträge im National Register of Historic Places im Sangamon County in Illinois führt alle Bauwerke und historischen Stätten im Sangamon County auf, die in das National Register of Historic Places aufgenommen wurden.

## Legende
| NRHP | Historic Place                      |
| HD   | Historic District                   |
| NHL  | National Historic Landmark          |
| NHLD | National Historic Landmark District |

## Aktuelle Einträge
| [ 2 ] | Name                                                                      | Bild                                  | Eintragsdatum        | Lage | Ort                  | Beschreibung             |
| ----- | ------------------------------------------------------------------------- | ------------------------------------- | -------------------- | --- | -------------------- | ------------------------ |
| 1     | Bolivia Road Bridge                                                       | Bolivia Road Bridge                   | 2004 ID-Nr. 03001464 | Brücke über den Sangamon River 39° 46′ 9″ N, 89° 20′ 44″ W | nördlich von Bolivia |                          |
| 2     | H. P. Boult House                                                         | H. P. Boult House                     | 1982 ID-Nr. 82002598 | 1123 South 2nd Street 39° 47′ 18″ N, 89° 39′ 13″ W | Springfield          |                          |
| 3     | Bressmer-Baker House                                                      | Bressmer-Baker House                  | 1982 ID-Nr. 82002599 | 913 6th Street 39° 47′ 30″ N, 89° 38′ 54″ W | Springfield          |                          |
| 4     | John F. Bretz House and Warehouse                                         | John F. Bretz House and Warehouse     | 2000 ID-Nr. 00000945 | 1113 North 5th Street 39° 48′ 50″ N, 89° 38′ 58″ W | Springfield          |                          |
| 5     | George M. Brinkerhoff House                                               | George M. Brinkerhoff House           | 1978 ID-Nr. 78001186 | 1500 North 5th Street 39° 49′ 16″ N, 89° 38′ 54″ W | Springfield          |                          |
| 6     | Brunk Farmstead                                                           | Brunk Farmstead                       | 1999 ID-Nr. 99001569 | KOA Campground Road, 39° 41′ 51″ N, 89° 35′ 12″ W | Rochester            |                          |
| 7     | Caldwell Farmstead                                                        | Caldwell Farmstead                    | 1984 ID-Nr. 84001145 | IL 4 39° 42′ 9″ N, 89° 42′ 21″ W | Chatham              |                          |
| 8     | Camp Butler National Cemetery                                             | Camp Butler National Cemetery         | 1997 ID-Nr. 97000891 | 5063 Camp Butler Road 39° 49′ 58″ N, 89° 33′ 21″ W | Springfield          |                          |
| 9     | Camp Lincoln Commissary Building                                          | Camp Lincoln Commissary Building      | 1984 ID-Nr. 84000333 | 1301 North MacArthur Boulevard 39° 49′ 15″ N, 89° 40′ 8″ W | Springfield          |                          |
| 10    | Central Springfield Historic District                                     | Central Springfield Historic District | 1978 ID-Nr. 78001187 | Abgegrenzt durch 14th Street, 7th Street, Jefferson Street und Washington Street; erweitert um 6th Street zwischen Capitol Street und Monroe Street 39° 48′ 1″ N, 89° 38′ 56″ W | Springfield          | Erweiterung im Jahr 1986 |
| 11    | Christ Episcopal Church                                                   | Christ Episcopal Church               | 1980 ID-Nr. 80001410 | 611 East Jackson Street 39° 47′ 50″ N, 89° 38′ 51″ W | Springfield          |                          |
| 12    | Clayville Tavern                                                          | Clayville Tavern                      | 1973 ID-Nr. 73000718 | Rund 800 m südöstlich von Pleasent Plains an der IL 125 39° 52′ 25″ N, 89° 53′ 50″ W                                                                                            | Pleasant Plains      |                          |
| 13    | Susan Lawrence Dana House                                                 | Susan Lawrence Dana House             | 1974 ID-Nr. 74000774 | 301 Lawrence Avenue 39° 47′ 39″ N, 89° 39′ 5″ W | Springfield          |                          |
| 14    | Edwards Place                                                             | Edwards Place                         | 1969 ID-Nr. 69000058 | 700 North 4th Street 39° 48′ 34″ N, 89° 39′ 1″ W | Springfield          |                          |
| 15    | Executive Mansion                                                         | Executive Mansion                     | 1976 ID-Nr. 76000728 | 4th Street Ecke Jackson Street 39° 47′ 48″ N, 89° 39′ 0″ W | Springfield          |                          |
| 16    | Fisher Building-Latham Block                                              | Fisher Building-Latham Block          | 2000 ID-Nr. 00000411 | 111, 113 und 115 North 6th Street 39° 47′ 58″ N, 89° 38′ 51″ W | Springfield          |                          |
| 17    | Cornelius Flagg Farmstead                                                 | Cornelius Flagg Farmstead             | 1993 ID-Nr. 92001848 | Tipton School Road 39° 53′ 23″ N, 89° 36′ 58″ W | Sherman              |                          |
| 18    | Clarkson W. Freeman House                                                 | Clarkson W. Freeman House             | 1980 ID-Nr. 80001411 | 704 West Monroe Street 39° 47′ 57″ N, 89° 39′ 49″ W | Springfield          |                          |
| 19    | Hugh M. Garvey House                                                      | Hugh M. Garvey House                  | 2009 ID-Nr. 09000898 | 8 Fair Oaks Drive 39° 46′ 54,2″ N, 89° 41′ 13,3″ W | Leland Grove         |                          |
| 20    | Fred Gottschalk Grocery Store                                             | Fred Gottschalk Grocery Store         | 1985 ID-Nr. 85000607 | 301 West Edwards Street 39° 47′ 47″ N, 89° 39′ 28″ W | Springfield          |                          |
| 21    | Cong. James M. Graham House                                               | Cong. James M. Graham House           | 1989 ID-Nr. 89000342 | 413 South 7th Street 39° 47′ 52″ N, 89° 38′ 48″ W | Springfield          |                          |
| 22    | Hickox Apartments                                                         | Hickox Apartments                     | 1984 ID-Nr. 84000337 | 4th Street Ecke Cook Street 39° 47′ 43″ N, 89° 39′ 4″ W | Springfield          |                          |
| 23    | Virgil Hickox House                                                       | Virgil Hickox House                   | 1982 ID-Nr. 82002600 | 518 East Capitol Avenue 39° 47′ 53″ N, 89° 38′ 55″ W | Springfield          |                          |
| 24    | Elijah Iles House                                                         | Elijah Iles House                     | 1978 ID-Nr. 78001188 | 1825 South 5th Street 39° 46′ 51″ N, 89° 39′ 1″ W | Springfield          |                          |
| 25    | Illinois Department of Mines and Minerals-Springfield Mine Rescue Station |                                       | 1985 ID-Nr. 85001481 | 609 Princeton Avenue 39° 46′ 29″ N, 89° 38′ 53″ W | Springfield          |                          |
| 26    | Illinois Route 4-North of Auburn                                          | Illinois Route 4-North of Auburn      | 1998 ID-Nr. 98000979 | Curran Road Ecke Snell Road 39° 37′ 1″ N, 89° 44′ 48″ W | Auburn               |                          |
| 27    | Illinois State Capitol                                                    | Illinois State Capitol                | 1985 ID-Nr. 85003178 | Capitol Avenue Ecke 2nd Street 39° 47′ 54″ N, 89° 39′ 16″ W | Springfield          |                          |
| 28    | Illinois State Fairgrounds                                                | Illinois State Fairgrounds            | 1990 ID-Nr. 90000720 | Sangamon Avenue Ecke Peoria Road 39° 50′ 11″ N, 89° 38′ 27″ W | Springfield          |                          |
| 29    | Jennings Ford Automobile Dealership                                       | Jennings Ford Automobile Dealership   | 2006 ID-Nr. 06000450 | 431 South 4th Street 39° 47′ 57″ N, 89° 39′ 4″ W | Springfield          |                          |
| 30    | Alvin S. Keys House                                                       | Alvin S. Keys House                   | 1994 ID-Nr. 94000432 | 1600 Park Drive 39° 46′ 55″ N, 89° 41′ 3″ W | Springfield          |                          |
| 31    | Lazy A Motel                                                              | Lazy A Motel                          | 1994 ID-Nr. 94001268 | 2840 Peoria Road 39° 50′ 21″ N, 89° 37′ 59″ W | Springfield          |                          |
| 32    | John L. Lewis House                                                       | John L. Lewis House                   | 1979 ID-Nr. 79000867 | 1132 West Lawrence Avenue 39° 47′ 38″ N, 89° 40′ 22″ W | Springfield          |                          |
| 33    | Lincoln Colored Home                                                      |                                       | 1998 ID-Nr. 98000985 | 427 South 12th Street 39° 47′ 51″ N, 89° 38′ 23″ W | Springfield          |                          |
| 34    | Lincoln Home National Historic Site                                       | Lincoln Home National Historic Site   | 1971 ID-Nr. 71000076 | 8th Street Ecke Jackson Street 39° 47′ 50″ N, 89° 38′ 41″ W | Springfield          |                          |
| 35    | Lincoln Tomb                                                              | Lincoln Tomb                          | 1966 ID-Nr. 66000330 | Oak Ridge Cemetery 39° 49′ 23″ N, 89° 39′ 23″ W | Springfield          |                          |
| 36    | Abraham Lincoln Memorial Garden                                           | Abraham Lincoln Memorial Garden       | 1992 ID-Nr. 92001016 | 2301 East Lake Drive 39° 42′ 11″ N, 89° 36′ 0″ W | Springfield          |                          |
| 37    | Vachel Lindsay House                                                      | Vachel Lindsay House                  | 1971 ID-Nr. 71000297 | 603 South 5th Street 39° 47′ 45″ N, 89° 38′ 59″ W | Springfield          |                          |
| 38    | Maid-Rite Sandwich Shop                                                   | Maid-Rite Sandwich Shop               | 1984 ID-Nr. 84001146 | 118 North Pasfield Street 39° 48′ 9″ N, 89° 39′ 30″ W | Springfield          |                          |
| 39    | Bell Miller Apartments                                                    | Bell Miller Apartments                | 1995 ID-Nr. 95001242 | 835 South 2nd Street 39° 47′ 33″ N, 89° 39′ 14″ W | Springfield          |                          |
| 40    | Joseph Miller House                                                       |                                       | 1980 ID-Nr. 80001408 | Buckhart Road 39° 45′ 26,5″ N, 89° 28′ 28″ W | Rochester            |                          |
| 41    | Oak Ridge Cemetery                                                        | Oak Ridge Cemetery                    | 1995 ID-Nr. 95000986 | 1441 Monument Avenue 39° 49′ 25″ N, 89° 39′ 28″ W | Springfield          |                          |
| 42    | Old State Capitol                                                         | Old State Capitol                     | 1966 ID-Nr. 66000331 | 5th Street, 6th Street, Adams Street und Washington Street 39° 48′ 4″ N, 89° 38′ 53″ W                                                                                          | Springfield          |                          |
| 43    | Power Farmstead                                                           | Power Farmstead                       | 1989 ID-Nr. 89000341 | County Road 9.5 North, rund 800 m östlich von Cantrall 39° 56′ 39″ N, 89° 39′ 45″ W                                                                                             | Cantrall             |                          |
| 44    | Price-Prather House                                                       | Price-Prather House                   | 1991 ID-Nr. 91000574 | Main Street Ecke Elkhart Street 39° 57′ 17″ N, 89° 32′ 47″ W | Williamsville        |                          |
| 45    | Price/Wheeler House                                                       | Price/Wheeler House                   | 1985 ID-Nr. 85000269 | 618 South 7th Street 39° 47′ 43″ N, 89° 38′ 46″ W | Springfield          |                          |
| 46    | Rippon-Kinsella House                                                     | Rippon-Kinsella House                 | 1992 ID-Nr. 92000073 | 1317 North 3rd Street 39° 49′ 1″ N, 89° 39′ 6″ W | Springfield          |                          |
| 47    | Joseph Ross House                                                         | Joseph Ross House                     | 2006 ID-Nr. 06000092 | 5200 Passfield Road 39° 43′ 41″ N, 89° 26′ 4″ W | Rochester            |                          |
| 48    | Route 66 by Carpenter Park                                                | Route 66 by Carpenter Park            | 2002 ID-Nr. 02000461 | Frühere Route 66 zwischen Cabin Smoke Trail und dem Nordufer des Sangamon River 39° 52′ 21″ N, 89° 36′ 51″ W                                                                    | Springfield          |                          |
| 49    | Route 66 South of Lake Springfield                                        | Route 66 South of Lake Springfield    | 2009 ID-Nr. 09000296 | Olde Carriage Way (frühere Route 66) 39° 40′ 30,9″ N, 89° 37′ 28,9″ W | Springfield          |                          |
| 50    | St. Nicholas Hotel                                                        | St. Nicholas Hotel                    | 1983 ID-Nr. 83000336 | 400 East Jefferson Street 39° 48′ 9″ N, 89° 39′ 1″ W | Springfield          |                          |
| 51    | Sugar Creek Covered Bridge                                                | Sugar Creek Covered Bridge            | 1978 ID-Nr. 78001185 | Südöstlich von Chatham, abseits der Interstate 55 39° 38′ 25″ N, 89° 39′ 43″ W                                                                                                  | Chatham              |                          |
| 52    | Taft Farmstead                                                            | Taft Farmstead                        | 1980 ID-Nr. 80001409 | SR 3 39° 45′ 8″ N, 89° 33′ 34″ W | Rochester            |                          |
| 53    | Taylor Apartments                                                         | Taylor Apartments                     | 2004 ID-Nr. 04000976 | 117 South Grand Avenue West 39° 47′ 21″ N, 89° 39′ 22″ W | Springfield          |                          |
| 54    | Tiger-Anderson House                                                      |                                       | 1986 ID-Nr. 86001316 | County Road 3 North 39° 50′ 39″ N, 89° 42′ 31″ W | Springfield          |                          |
| 55    | Town House                                                                | Town House                            | 2005 ID-Nr. 05000603 | 718 7th Street 39° 47′ 47″ N, 89° 38′ 47″ W | Springfield          |                          |
| 56    | Union Station                                                             | Union Station                         | 1978 ID-Nr. 78001189 | Madison Street 39° 48′ 13″ N, 89° 38′ 54″ W | Springfield          |                          |
| 57    | US ARMY Aircraft P-51D-25NA 44-73287                                      |                                       | 1999 ID-Nr. 99000254 | Capital Airport 39° 50′ 27″ N, 89° 40′ 33″ W | Springfield          |                          |
| 58    | Washington Park                                                           | Washington Park                       | 1992 ID-Nr. 92000483 | Abgegrenzt durch Fayette Avenue, Williams Boulevard, Walnut Street, MacArthur Boulevard, South Grand Avenue und Chatham Road 39° 47′ 20″ N, 89° 40′ 37″ W                       | Springfield          |                          |
| 59    | Howard K. Weber House                                                     | Howard K. Weber House                 | 1979 ID-Nr. 79000868 | 925 South 7th Street 39° 47′ 30″ N, 89° 38′ 48″ W | Springfield          |                          |
| 60    | Gov. Richard Yates House                                                  | Gov. Richard Yates House              | 1984 ID-Nr. 84001148 | 1190 Williams Boulevard 39° 47′ 57″ N, 89° 40′ 21″ W | Springfield          |                          |

## Frühere Einträge
| [ 2 ] | Name           | Bild | Eintragsdatum        | Lage                                      | Ort      | Beschreibung |
| ----- | -------------- | ---- | -------------------- | ----------------------------------------- | -------- | ------------ |
| 1     | Wheeland Haven |      | 2003 ID-Nr. 85000557 | Östlich von Riverton an der Interstate 72 | Riverton |              |